# Ephippiochthonius kewi
Espèce
Synonymes
- Chthonius kewi Gabbutt, 1966

Ephippiochthonius kewi est une espèce de pseudoscorpions de la famille des Chthoniidae.

## Distribution
Cette espèce se rencontre au Royaume-Uni, aux Pays-Bas, en Allemagne et en Tchéquie.

## Publication originale
- Gabbutt, 1966 : A new species of pseudoscorpion from Britain. Journal of Zoology London, vol. 150, p. 168-181.